# جون کیوسک
جون کیوسَک (انگلیسی: Joan Cusack (زادهٔ ۱۱ اکتبر ۱۹۶۲) بازیگر اهل ایالات متحدهٔ آمریکا است. وی از سال ۱۹۷۹ میلادی تاکنون مشغول فعالیت بوده‌است.
از فیلم‌هایی که وی در آن نقش داشته‌است، می‌توان به داستان اسباب‌بازی ۲، داستان اسباب‌بازی ۳، مزایای خجالتی بودن، وفاداری بزرگ و اخبار تلویزیون اشاره کرد.
او خواهر بزرگِ جان کیوسک و ان کیوسک دیگر بازیگران آمریکایی است.

## فیلم‌شناسی
- داستان اسباب‌بازی ۲
- داستان اسباب‌بازی ۳
- مزایای گوشه‌گیر بودن
- نگهبان خواهر من
- وفاداری بزرگ
- درون و بیرون
- اخبار تلویزیون
- اسباب بازی‌ها
- نه ماه
- جوجه کوچولو
- قهرمان
- گرندویو
- شانزده شمع
- دوستان همراه پول
- لونی تونز
- بزرگ کردن هلن
- جایی که قلب آنجاست
- پایان تور
- بهشت آبی من
- گراس پوینت بلنک
- گهواره خواهد جنبید
- کودک مریخی
- جنگ، شرکت
- مردان ترک نمی‌کنند
- بادیگارد من
- شاهزاده خانم یخی
- کیت کیترج: یک دختر آمریکایی
- تمام شب